# HuCard

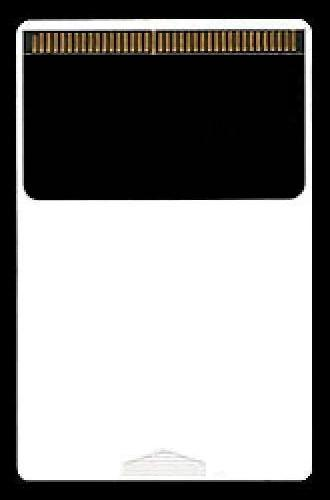
HuCard

L'HuCard (ヒューカード?, HyūKādo) o TurboChip è un tipo di cartuccia creata da Hudson Soft e NEC per le console PC Engine e SuperGrafx.
È basata sulla BeeCard realizzata da Hudson Soft in collaborazione con Mitsubishi per MSX, con cui condivide le dimensioni e la forma.